# Géographie de la Russie

Carte de la Russie.

Carte de la partie européenne de la Russie.

Le territoire de la Russie occupe le nord de l'Asie (74,7 % de sa superficie) et l'est de Europe (25,3 % de sa superficie). Cet état-continent constitue le pays le plus vaste du monde : il s'allonge d'ouest en est sur 9 000 km et du nord au sud sur 3 000 km tandis que sa superficie totale est de 17 125 191 km². Sa position est centrée sur les latitudes élevées : 91% des terres sont situées au nord du 50e parallèle et un tiers du territoire se trouve au nord du cercle polaire. Sa partie la plus orientale est traversée par le 180e méridien.
La latitude élevée du pays ainsi que l'éloignement des océans lui valent un climat à la fois rigoureux et continental : les deux tiers du pays ont des moyennes de janvier inférieures à −20 °C et au moins 6 mois de gel consécutifs. Les précipitations sont partout relativement faibles (en particulier dans le sud de la Russie européenne et l'est de la Sibérie) tandis que les températures en été sont élevées. Les saisons intermédiaires sont brèves.
Le relief de la Russie est très peu accentué sur la majorité du territoire qui est constitué principalement par d'immenses étendues planes. L'Oural est le seul massif montagneux qui ne soit pas situé sur les marges du pays mais son relief est particulièrement doux avec des cols situés à quelques centaines de mètres d'altitude. Les principaux massifs se situent sur la bordure sud de la Russie européenne (Caucase) ou dans les régions désertiques de la Sibérie orientale. Les terres arables ne constituent qu'une faible partie du territoire (évaluée à 6,8% en 2005) du fait soit du froid, soit de l'aridité soit de la qualité des sols. La majeure partie est constituée au nord des sols nus de la toundra (12 à 15% de la superficie totale) et plus au sud des forêts de la taïga (45%). Le pays dispose d'immenses ressources minières en particulier du pétrole et du gaz qui constituent la principale source de ses revenus. Mais celles-ci, du fait de l'éloignement des gisements et des conditions climatiques, sont coûteuses et complexes à exploiter.

## Géographie physique
La Russie est le pays le plus étendu du monde devant le Canada. Sa superficie totale est d'un peu plus de 17 millions de km2, soit 11 % des terres émergées de la planète. La Russie occupe deux continents : la partie européenne s'étend à l'ouest des monts Oural, la partie asiatique à l'est. Les distances sont gigantesques : 150° de longitude, 9 fuseaux horaires, 6 600 km d'ouest en est, 3 000 km du nord au sud. Il faut plusieurs jours en train pour traverser le pays et le transport est coûteux. Sa capitale Moscou se trouve à l'ouest, loin du centre géographique du pays (66°N / 94°E).
Après la dissolution de l'Union soviétique en 1991, la Russie se retrouve en partie entourée par les anciennes Républiques soviétiques. Sa façade maritime s'est fortement réduite et son influence géostratégique s'en est trouvée diminuée. Les frontières terrestres du pays ont une longueur approximative de 20 000 km tandis que ses frontières maritimes s'étendent sur 40 000 km. Les états qui ont une frontière avec la Russie sont le Kazakhstan (longueur de la frontière : 6 846 km), la Chine (4 250 km), la Mongolie (3 485 km), l'Ukraine (1 576 km), la Finlande (1 340 km), la Biélorussie (959 km), la Géorgie (723 km), l'Estonie (723 km), l'Azerbaïdjan (284 km), la Lituanie (284 km), la Lettonie (232 km), la Pologne (217 km), la Norvège (196 km) et la Corée du Nord (19 km).
La Russie possède plusieurs façades maritimes : la plus grande, sur l'océan Arctique au nord, est prise par la banquise plus de la moitié de l'année. L'océan Pacifique borde l'est : le littoral oriental est très découpé (péninsule Tchouktche, péninsule de Kamtchatka, golfe de Chelikhov) et donne sur la mer de Béring, la mer d'Okhotsk et la mer du Japon ; les mers du Sud sont la Caspienne (une mer fermée) et la mer Noire. Enfin, la Russie a accès à la mer Baltique à l'ouest où se trouve le port de Saint-Pétersbourg. La longueur des côtes est de 37 653 km.
Le territoire de la Russie comprend de très nombreuses îles qui sont généralement situées dans des régions très inhospitalières et sont donc souvent désertes. La plus peuplée est l'île de Sakhaline dans l'océan Pacifique : d'une superficie de 72 492 km² sa population est d'environ 0,5 million habitants. Les principales îles et archipels sont dans l'Océan Pacifique les Îles Kouriles (10 356 km2 et 18 000 habitants) qui font l'objet d'un litige territorial avec le Japon et les Komandorski (1 846 km² environ 500 habitants). Dans l'océan Arctique ce sont l'Archipel François-Joseph (16 134 km² quasi inhabitée), la Nouvelle-Zemble (90 650 km² et 2 500 habitants), Kolgouïev (4 968 km² 300 habitants), Terre du Nord (37 000 km² inhabitée), les Îles de Nouvelle-Sibérie (29 900 km² inhabitée) et l'île Wrangel (7 600 km² inhabitée).

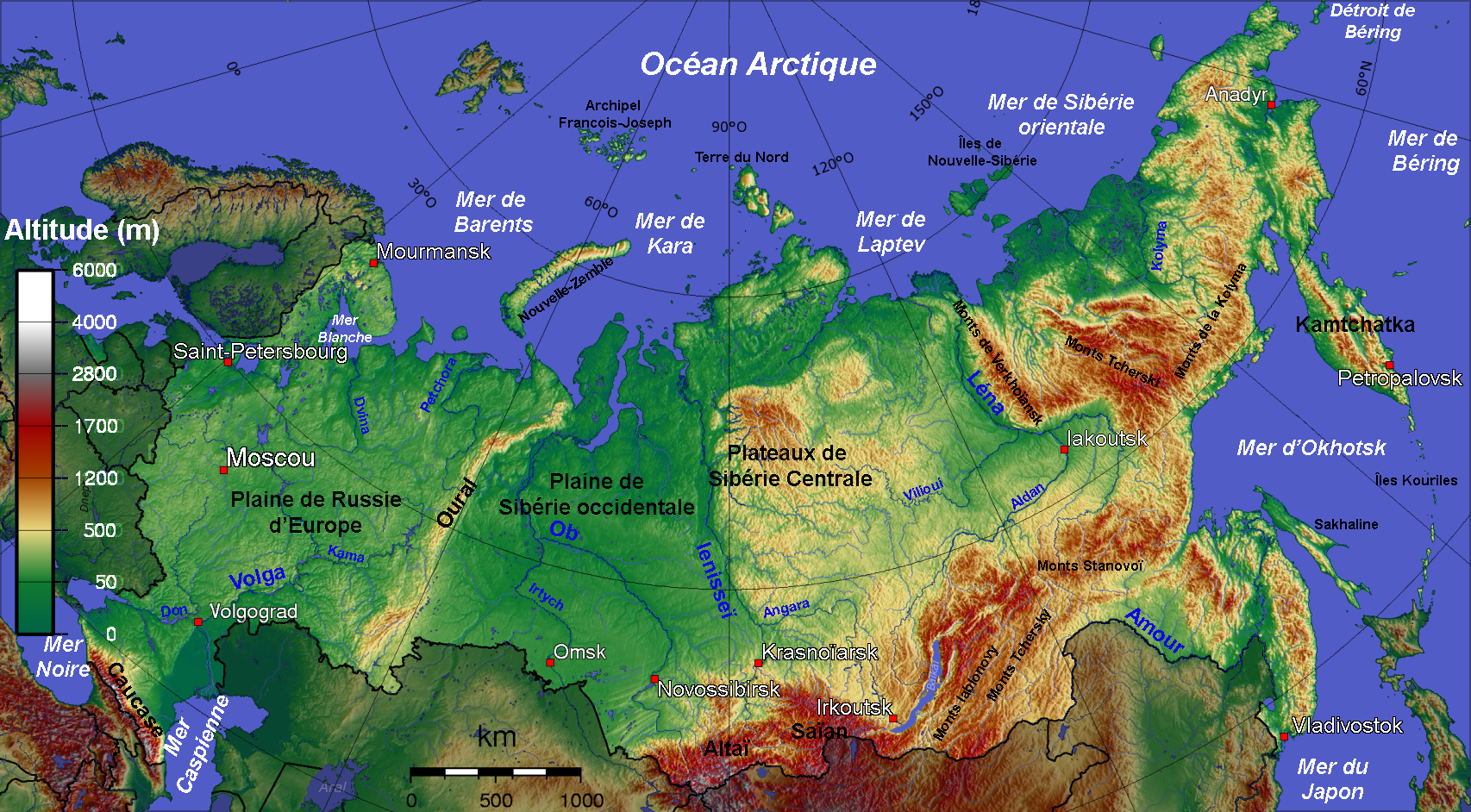
La Russie et son relief (1991).

### Reliefs

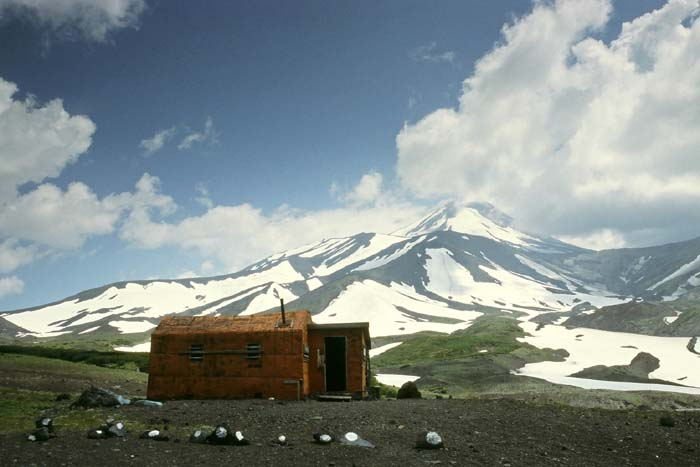
Le volcan Avachinsky, dans la péninsule du Kamtchatka.

Les chaînes de montagnes ne représentent pas une contrainte importante pour les transports car elles occupent les marges du territoire russe. L'Oural est la seule montagne d'orientation méridienne et son passage est rendu facile par des cols de faible altitude. Cependant, les montagnes couvrent près du tiers du territoire russe et ont des densités généralement faibles, sauf dans certains secteurs du Caucase et de l'Oural.
L'ouest de la Russie est constitué d'une plaine étendue avec des collines basses à l'ouest de l'Oural. La Sibérie centrale est un vaste plateau parcouru par de grands fleuves qui coulent vers le nord. Les régions méridionales présentent un aspect montagneux (Caucase 5 642 mètres, Altaï 4 506 mètres, Monts Saïan 3 491 mètres, monts Iablonovy). L'est de la Russie appartient à la ceinture de feu du Pacifique. Les volcans dominent la péninsule de Kamtchatka : le principal sommet de cette région est le Klioutchevskoï (4 835 mètres).
Les principaux sommets incluent :
- L'Elbrouz 5 642 mètres. C'est le point culminant de Russie.
- Klioutchevskoï 4 835 mètres. C'est le plus haut sommet de la partie asiatique de la Russie.
- Mont Béloukha 4 506 mètres. C'est le point culminant de l'Altaï.

### Milieux naturels
- toundra
- toundra alpine
- taïga
- forêt de montagne
- forêt tempérée de feuillus
- steppes tempérées
- steppe arbustive

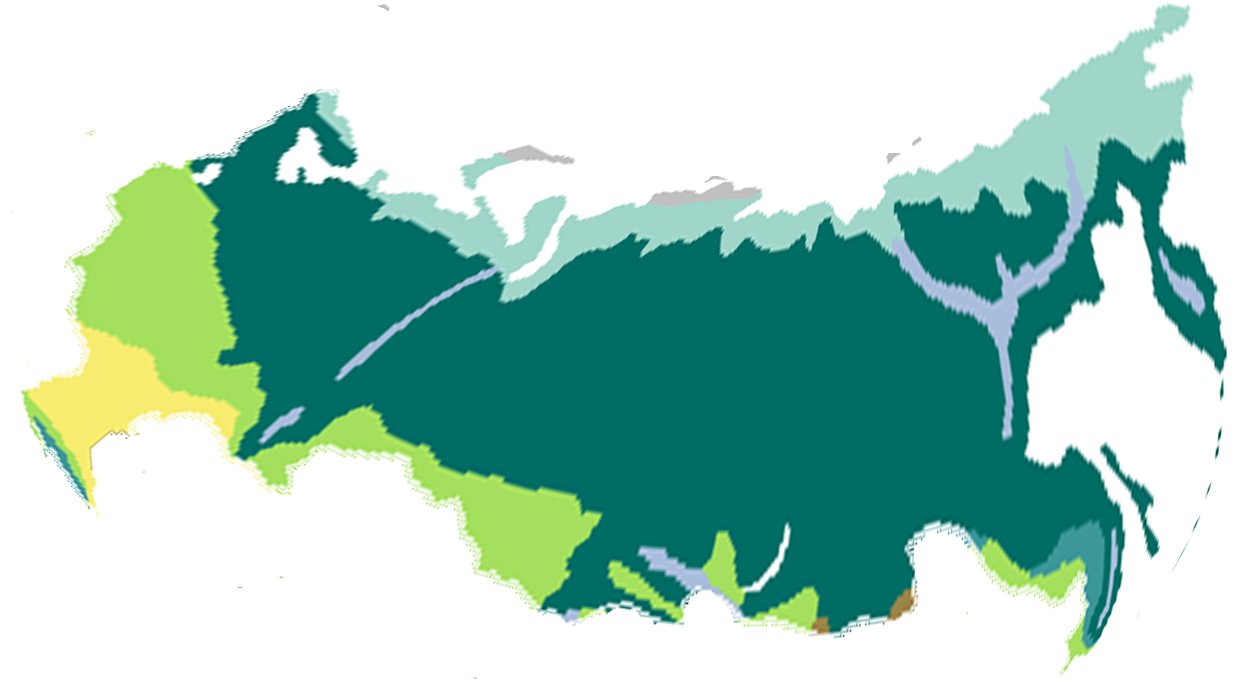
Milieux naturels de la Russie :
toundra
toundra alpine
taïga
forêt de montagne
forêt tempérée de feuillus
steppes tempérées (pontique et d'Asie centrale)
steppe arbustive

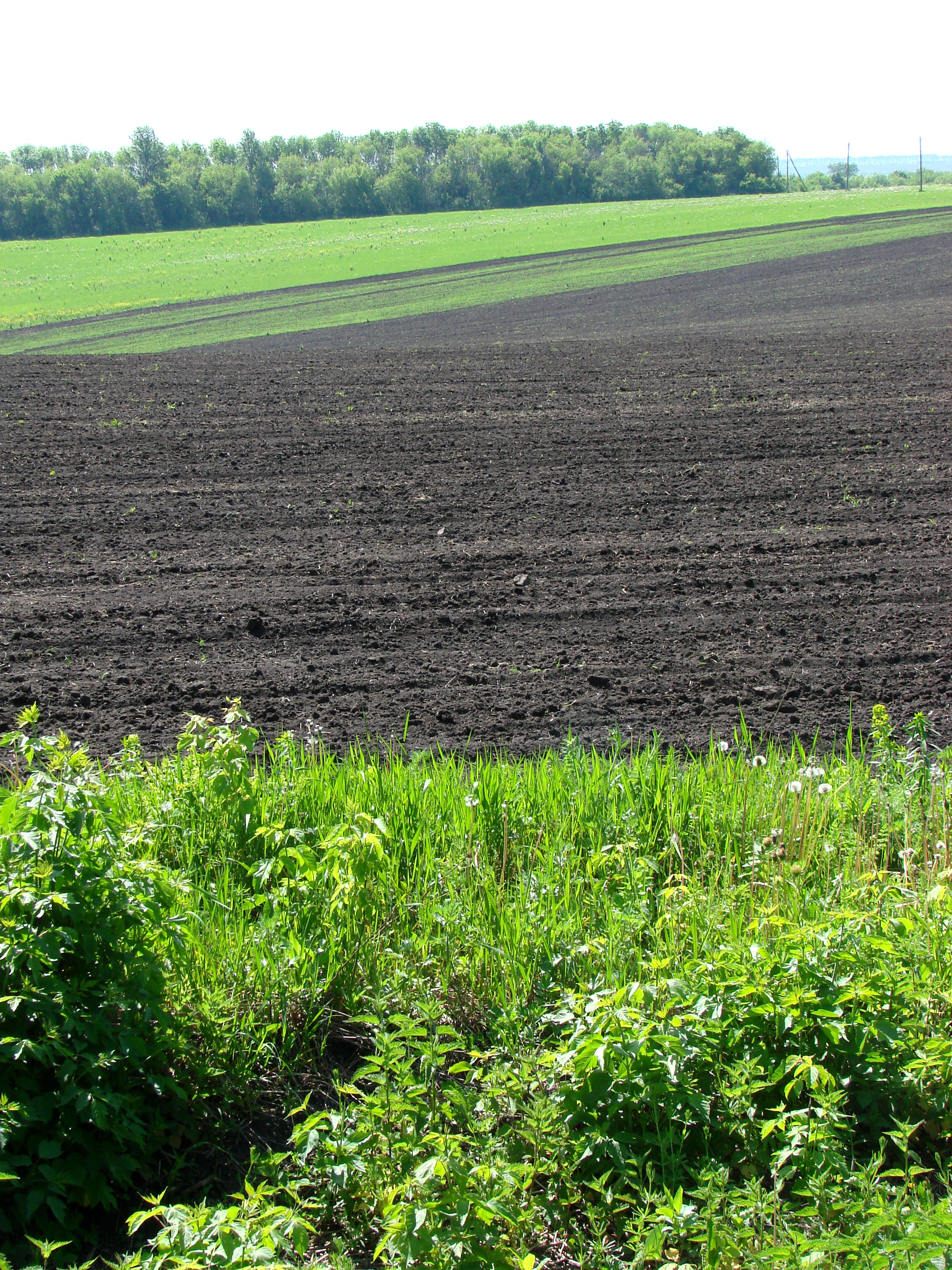
Sol de type tchernoziom dans le sud-ouest de la Russie.

Les milieux naturels de la Russie présentent une grande variété de type de sol et de formation végétale allant des steppes polaires dans lesquelles paissent des rennes jusqu'au littoral pontique (mer Noire) où est cultivé le thé. Toutefois cette diversité a été fortement réduite par rapport à celle du territoire de l'Union soviétique car le pays a perdu une grande partie des territoires bénéficiant des climats les plus tempérés ou chauds. Les terres arables ne représentent que 6,8% des terres qui sont dominées au nord par la toundra à la végétation rase, et plus au sud par les forêts de la taïga auxquels il faut ajouter les régions montagneuses. Les facteurs à l'origine de la différenciation des milieux naturels sont les conditions climatiques elles-mêmes déterminées par la latitude (température) et le caractère continental (à l'est les précipitations diminuent et les écarts de température s'accroissent). À ces facteurs s'ajoutent le rôle des glaciers qui en se retirant durant la dernière période glaciaire ont laissé derrière eux des dépôts morainiques épais qui ont créé de nombreux lacs, marécages et plus généralement des sols mal drainés dans les régions situées au nord d'une ligne passant par Smolensk, Kazan et le 60e parallèle en Sibérie. Les actions de l'homme, tels que les défrichements ou l'utilisation des cours d'eau ont contribué à modifier dans certaines régions le milieu naturel.
Les régions bordant l'océan Arctique sont le domaine de la toundra (12 à 15 % de la Russie)  caractérisés par une végétation rase de mousses, de lichens, d'herbacées et de petits arbres adaptée à la fois au froid et aux vents. La durée de l'hiver qui atteint jusqu'à 10 mois, les températures estivales très basses (maximum inférieur à 10 °C) interdisent toute culture sauf sous serre. Les seules ressources vivrières sont l'élevage des rennes, la chasse des animaux à fourrure et la pêche. Le sol gelé en profondeur (pergélisol) ne dégèle que de manière superficielle en été ce qui maintient une humidité constante.
Plus au sud, dans les régions où le gel devient moins présent (température moyenne du mois le plus chaud > 10 °C), peut se développer la taïga, une forêt composée de résineux résistant au gel (mélèzes, pins et pins de Sibérie) avec des bouleaux et des trembles au nord. La taïga constitue une bande relativement étroite en Russie européenne car elle est rapidement remplacée par des terres plus fertiles plus au sud. Son domaine s'élargit en allant vers l'est et en Sibérie orientale elle s'étend pratiquement jusqu'à la frontière méridionale qui sépare la Russie de la Mongolie et de la Chine. Sur la bordure méridionale et occidentale de la taïga se développent les feuillus et la forêt devient mixte, comme dans la région de Moscou. La transition est progressive avec des incursions de la taïga dans le domaine de la toundra dans des cuvettes abritées ou au contraire l'extension de la toundra dans les terres situées en altitude car plus froides (toundra alpine) comme dans l'Oural. 60 % du territoire russe est couvert par la taïga. Cette forêt boréale résiste aux froids intenses du climat continental, mais se renouvelle en moyenne deux à  trois fois moins vite que son homologue d'Europe occidentale. En été, dans la toundra comme dans une bonne partie de la taïga, le dégel ne touche que la surface : héritage de la dernière ère glaciaire le sol reste souvent gelé  (pergélisol) sur une profondeur pouvant atteindre 1000 à 1 500 mètres en république de Sakha. Ce phénomène est à l'origine des nombreux marécages et lacs qui couvrent 13,2% de la surface du pays (plus de 2 millions km²). Au printemps, les plaines deviennent marécageuses et infestées de moustiques (par exemple marais de Vassiougan).
Dans les parties méridionales de la taïga, le podzosol, sol peu fertile produit par la combinaison du climat froid de l'humidité et d'une roche mère acide, cède la place d'abord à des terres dites grises plus fertiles qui permettent après défrichage de supporter des cultures et constituent aujourd'hui une partie importante des terres arables. Les régions concernées sont une partie importante du nord de la Russie européenne et les marges de la taïga sibérienne. La taïga est remplacée plus au sud par la steppe, une prairie dont les limites sont définies par la combinaison de facteurs climatique (climat plus chaud) et humains(actions de défrichement). Cette prairie repose sur d'épaisses couches de lœss dépôts laissés en aval des glaciers durant la dernière glaciation. Celles-ci se sont transformées en surface sous l'action du climat continental en terres noires, le tchernoziom, qui constituent les terres les plus fertiles de la Russie. Elles se trouvent en Russie européenne (24 millions ha), dans le sud de l'Oural (8,5 millions ha) et en Sibérie méridionale (8,6 millions ha).
Enfin, le secteur de la mer Caspienne offre un climat plus sec, sans que l'on puisse parler de véritable désert. La végétation est adaptée à la semi-aridité et aux sols salins. Enfin, la végétation est étagée dans les montagnes, les sommets étant pris par les neiges une grande partie de l'année et couverts par la toundra au printemps et en été.

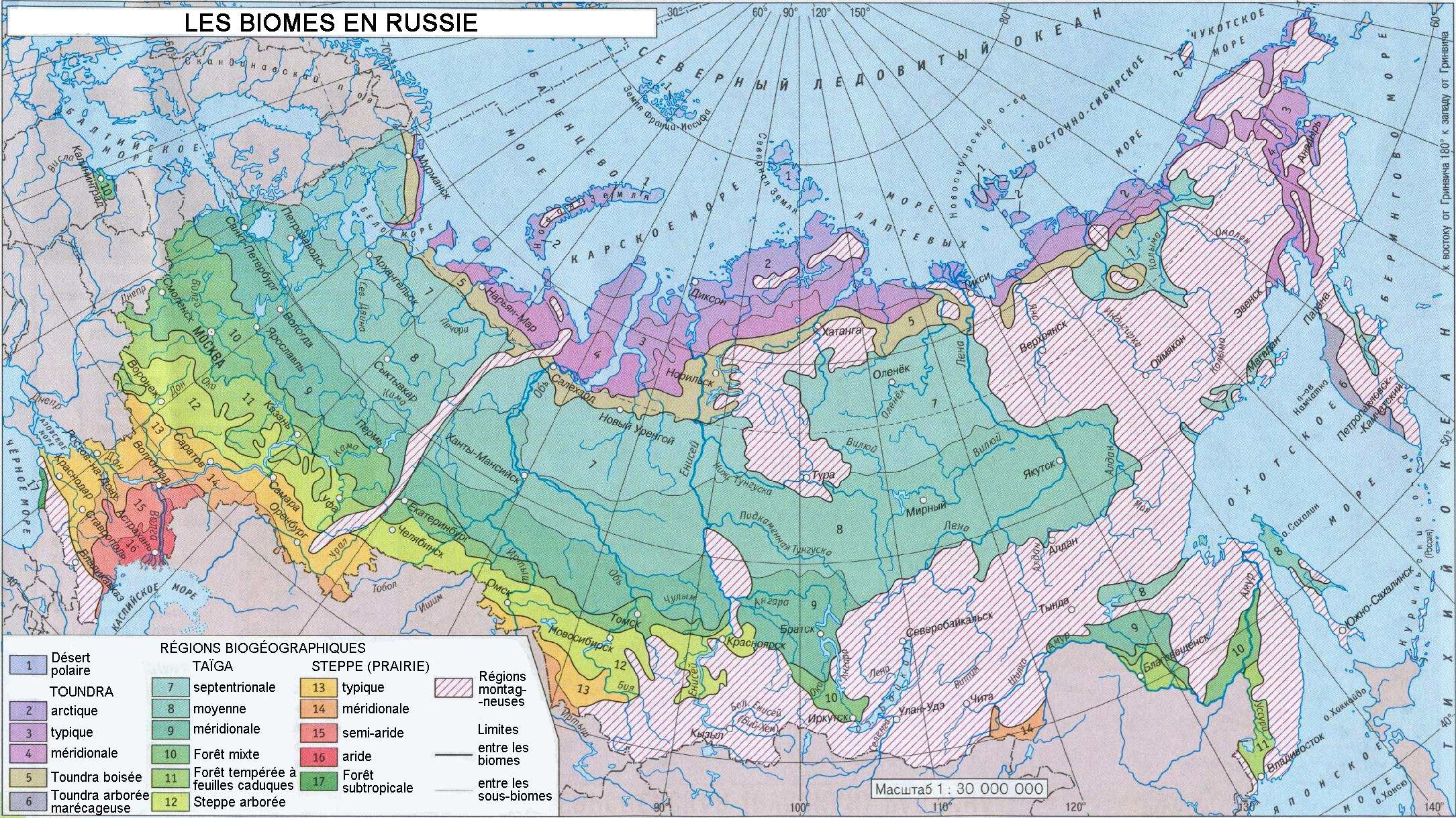
Les grands biomes en Russie

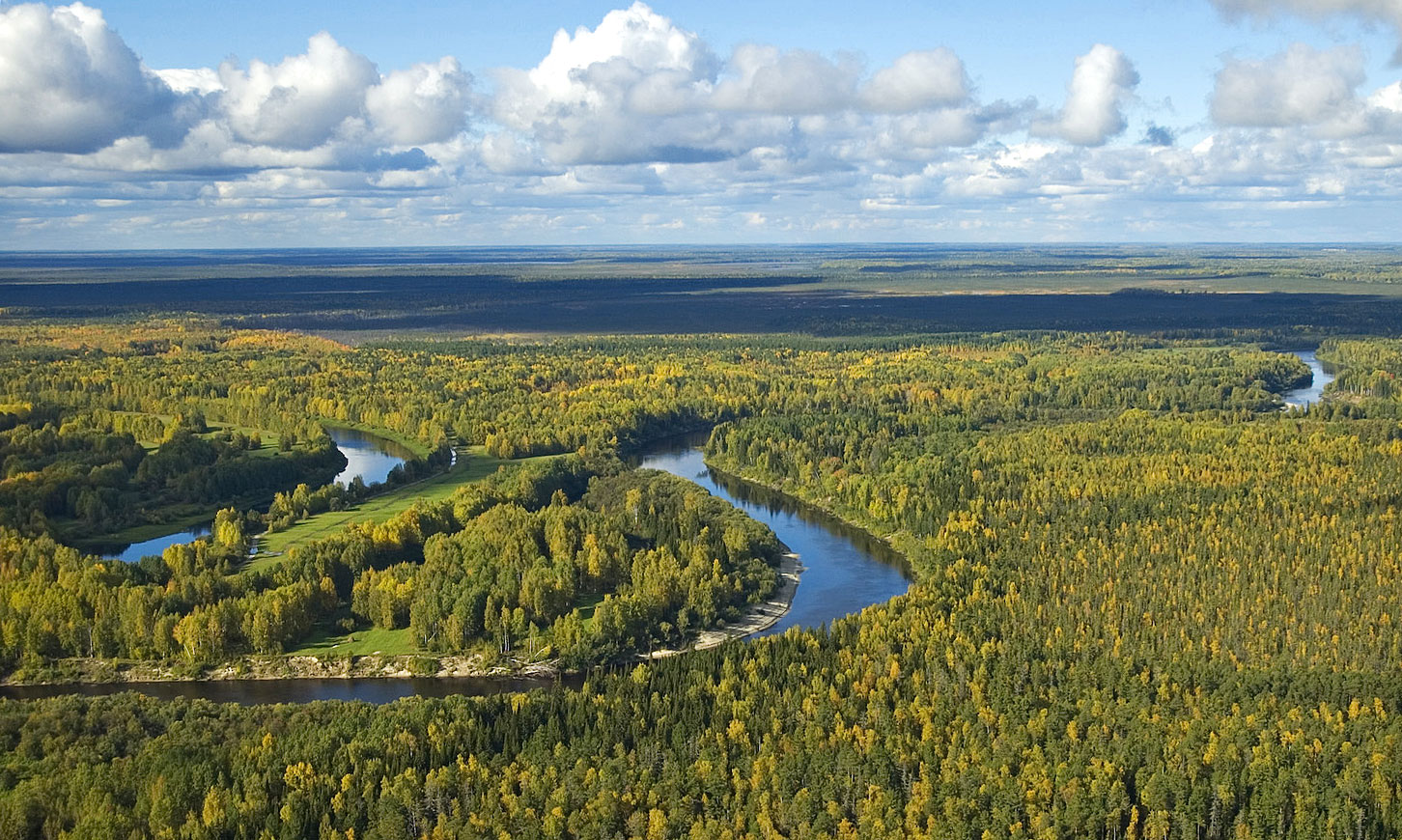
La rivière de Vassiougan : paysage de taïga
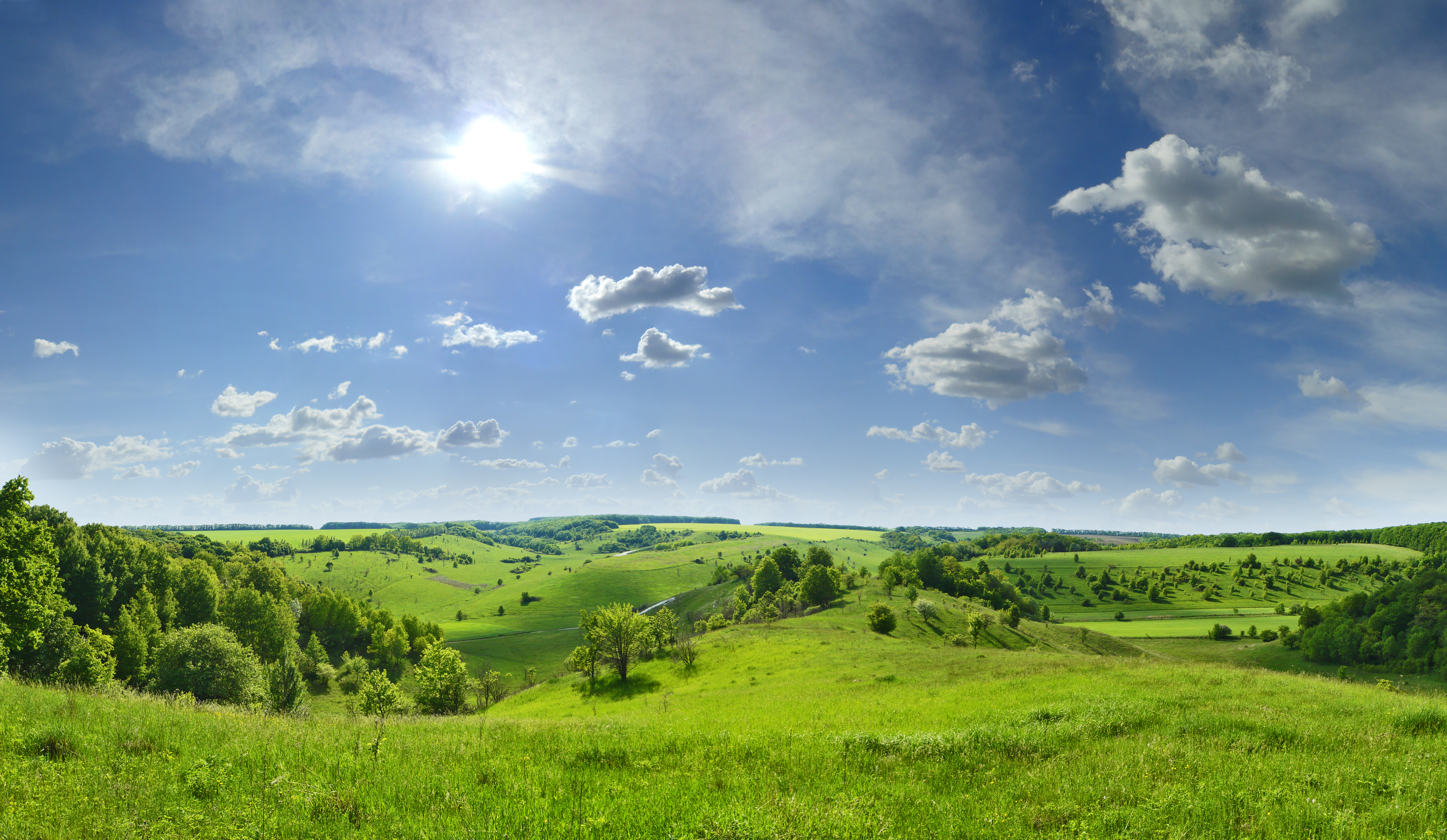
Paysage typique de l'oblast de Belgorod.
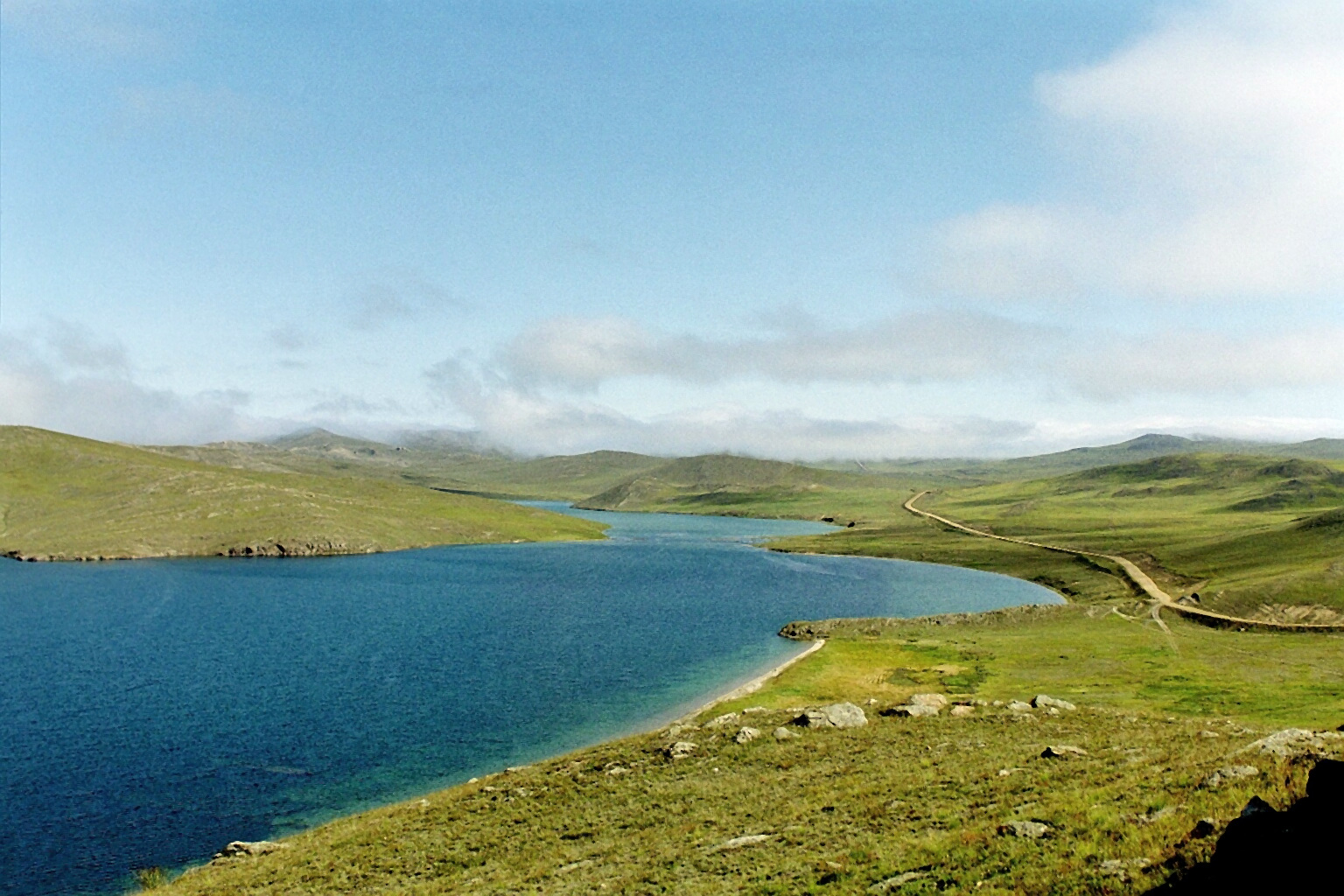
Steppe le long du lac Baïkal.

### Hydrographie

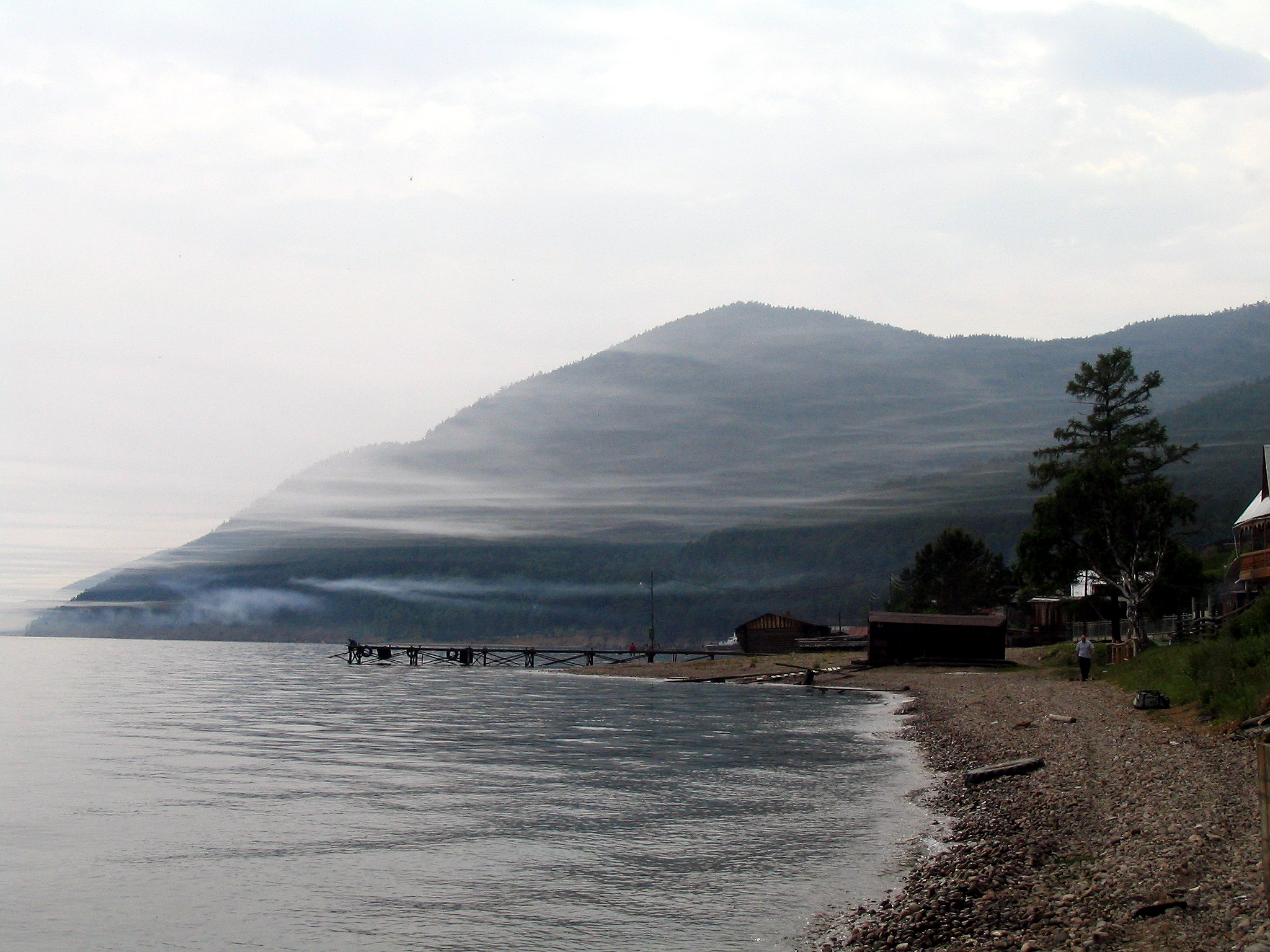
Le sud du lac Baïkal sous la brume

Les cours d'eau et les lacs jouent un rôle important en Russie et ont contribué à façonner le développement du pays. Le pays possède avec l'Ienisseï le deuxième fleuve du monde pour le débit, le plus grand fleuve et les deux plus grands lacs d'Europe (respectivement la Volga et les lacs Ladoga et Onega) ainsi que la plus grande réserve d'eau douce mondiale avec le lac Baïkal. Il compte cinq des 20 fleuves les plus abondants du monde (Volga,Ob, Ienisseï, Léna et Amour). Les principaux fleuves sont en Russie européenne le Don et la Volga et dans la partie asiatique l'Ob (5 410 km, 2,99 millions de km2), l'Ienisseï (5 940 km, 2,58 millions de km2), la Léna (4 337 km, 2,49 millions de km2), l'Amour (4 440 km, 1,85 million de km2) et la Kolyma.

#### Cours d'eau
Les fleuves russes présentent des caractéristiques très particulières :
- Le climat continental qui s'étend à l'ensemble du pays et la présence d'un anticyclone qui bloque l'arrivée des dépressions la plus grande partie de l'année limite les précipitations. Celles-ci sont à l'échelle du pays de 564 mm soit 30% inférieure à la moyenne mondiale. En déduisant l'évaporation il subsiste 237 mm pour l'alimentation des cours d'eau et des nappes phréatiques (contre par exemple 300 à 350 mm pour la France)[11]. Toutefois ces précipitations sont réparties de manière inégales. Elles sont abondantes dans les montagnes élevées du sud de la Russie (Altaï, Saïan occidental), la lame d'eau écoulée atteint 500 mm dans l'Oural et les montagnes de l’Extrême-Orient. Dans les régions de plaines elle est encore de 400 mm et atteint la moyenne de 237 mm dans la moitié nord de la Russie d'Europe et sur le plateau de Sibérie Centrale. Par contre elle est inférieure à la moyenne au sud de la Sibérie centrale et en Sibérie orientale, chute à mois de 100 mm en république de Sakha et descend sous les 25 mm dans le sud de la Russie d'Europe au sud de Volgograd[12].
- Toutefois l'impact de ces faibles précipitations sur les débits des cours d'eau est limité  par la taille des bassins fluviaux qui collectent les eaux sur des superficies immenses (entre 2 et 3 millions km² pour les quatre grands fleuves sibériens (Ob, Ienisseï, Léna  et Amour), 1,4 million km² pour la Volga. Les débits moyens annuels de ces grands fleuves qui collectent plus de 50% des eaux écoulées sur le territoire sont impressionnants : 19 800 m³/s à l'embouchure pour l'Ienisseï, 16 871 m³/s pour la Léna, 12 759 m³/s pour l'Ob 11 000 m³/s pour l'Amour et 8 364 m³/s pour la Volga (à Volgograd)[13].
- Le régime de la plupart des cours d'eau est nival c'est-à-dire que la principale source d'alimentation en eau est la fonte des neiges. Celle-ci se produisant pratiquement partout en même temps le long des cours d'eau, le débit est marqué par une très forte irrégularité. Les hautes eaux se situent entre le printemps et le début de l'été (en fonction de la latitude et de la continentalité) lorsque la neige fond tandis que les basses eaux se situent en hiver lorsque les précipitations sont stockées sous forme de neige. Le rapport entre le débit moyen mensuel le plus faible et le plus élevé atteint des valeurs particulièrement importantes : entre 10 et 20 pour les principaux fleuves. Les variations du niveau des eaux atteint souvent plus de 10 mètres (6 à 7 mètres sur le Don, 12 mètres pour la Volga au niveau du confluent avec la Kama ou à Samara), 12 mètres pour la Léna, 13 mètres pour l'Amour. Ce phénomène complexifie de manière importante la construction des installations portuaires. En Russie les cours d'eau circulent rarement dans des vallées encaissées. Dans ces grandes plaines russes, durant les hautes eaux les fleuves sortent de leur lit et s'étalent largement. Des fleuves sibériens comme l'Ob ou l'Iénissei peuvent s'étaler sur une largeur qui atteint jusqu'à 40-50 kilomètres durant le mois de juin. Ces débordements réguliers et prolongés rendent la construction des ponts plus complexes et constituent un obstacle au développement des villes construites en bord de fleuve[14].

#### Lacs
La Russie est un pays de lacs. Elle compte près de 2,8 millions de lacs de plus d'un hectare, soit un tiers de tous les lacs mondiaux, représentant une superficie totale de 350 000 km² (sans inclure la partie russe de la mer Caspienne). Les plus grands sont le lac Baïkal, la mer Caspienne et les lacs Ladoga et Onega. Ces lacs sont particulièrement nombreux dans le nord du pays où ils résultent de modelés de terrain hérités de la dernière glaciation qui a laissé des moraines, des contrepentes ou des terrains bosselés faisant obstacle à l'écoulement de l'eau tout comme en Finlande, au Québec ou en Norvège. Ces lacs gèlent durant la longue période froide et les plus grands d'entre eux se transforment comme les fleuves en voie de circulation routière et même dans certains circonstances particulières en support de voie ferroviaire (siège de Leningrad).

### Climat

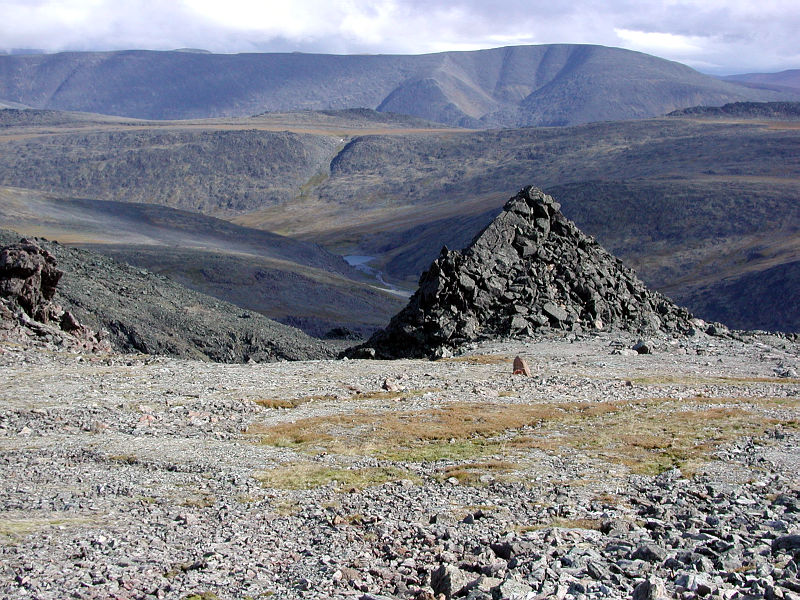
Monts Oural septentrionaux en milieu polaire.

Étant donné l'immensité du territoire russe, les climats sont très variés, mais souvent marqués par le froid hivernal :
- La majeure partie des Russes vivent sous un climat continental, car le pays est vaste et compact : le centre de la Russie se trouve à environ 3 800 km de tout littoral. le sol est gelé en profondeur (pergélisol) pendant plusieurs mois, ce qui gêne la production agricole et provoque l'apparition de marécages à la fin de l'hiver. Les fleuves gèlent à l'instar de la Volga entre décembre et avril[16]. La plupart des grandes chaînes montagneuses, situées au sud et à l'est, bloquent les masses d'air tempérées venues de l'océan Indien ou Pacifique. La Grande Plaine de Russie à l'ouest et le nord sibérien ne sont pas protégés des influences arctiques venues du nord. Le climat continental se caractérise par des amplitudes thermiques fortes, les hivers froids (Moscou) ou très rigoureux (Sibérie), les étés humides et chauds. Du mois de mai au mois de septembre la température de Moscou jusqu'au Caucase varie de 18 à 30 °C. Cependant, les hivers ne sont pas très neigeux et la couverture de neige au sol n'est jamais très épaisse, même si elle se maintient longtemps en raison du froid[16].
- Un quart de l'espace russe se trouve au nord du cercle arctique. Ces régions sont dominées par le climat polaire. L'hiver y est rude et très long. L'été est frais, les températures moyennes ne dépassant pas les 10 °C.
- Les montagnes du sud et de l'Extrême-Orient offrent des conditions climatiques particulières.
- Les marges du sud-est sont concernées par la sécheresse estivale.
- Le littoral pontique possède un climat de type subtropical humide[4].
- L'enclave de Kaliningrad connaît un climat continental moins rigoureux.
- Le littoral pacifique sud reçoit les influences maritimes avec des températures annuelles peu élevées[16].

### Environnement
La prise en compte de la protection de l'environnement est récente : le gouvernement de l'URSS a entravé la formation d'une conscience écologique en interdisant les partis et les associations jusque dans les années 1980. Dans les dernières années du régime stalinien, le nombre de réserves naturelles et parcs nationaux fut fortement réduit. Le productivisme entraîna l'érosion et l'épuisement de nombreuses terres arables. À la fin du XXe siècle, l'affaire Alexandre Nikitine montre que les autorités russes souhaitent occulter les problèmes laissés par l'héritage soviétique : en effet, cet ancien officier fut arrêté par le FSB en février 1996 et jugé pour haute trahison, parce qu'il avait dénoncé la dissémination des déchets nucléaires en mer de Barents. Il faut attendre la fin de l'année 1991 pour voir se former un Ministère pour la protection de l'environnement.
La pollution de l'air est causée par l'industrie lourde, centrales au charbon, transport dans les villes principales, trains et smog dans les métropoles russes. La pollution de l'eau est causée par déforestation, érosion du sol, mauvaise utilisation des engrais, fuite de produits chimiques, cimetières des sous-marins, oléoducs percés, etc. La pollution du sol est causée par contamination radioactive et chimique (un bilan catastrophique hérité du régime soviétique ; cf. Tchernobyl, Ukraine).
Les accords internationaux : Air Pollution, Air Pollution-Nitrogen Oxides, Air Pollution-Sulphur 85, Antarctic-Environmental Protocol, Antarctic Treaty, Biodiversity, Climate Change, Endangered Species, Environmental Modification, Hazardous Wastes, Law of the Sea, Marine Dumping, Nuclear Test Ban, Ozone Layer Protection, Ship Pollution, Tropical Timber 83, Wetlands, Whaling. Signé mais non ratifié : Air Pollution-Sulphur 94, Climate Change-Protocole de Kyoto
Conclusion :
- Excentrée des centres d'activités et des lignes maritimes, mais un bon réseau ferroviaire,
- Bons sols et climats pour l'agriculture, mais seulement dans la partie européenne du pays.

## Géographie humaine

### Organisation politique et administrative du territoire
La Russie est une fédération constituée de 89 sujets de la fédération de Russie. Ces sujets sont égaux en droits dans la fédération de Russie, c’est-à-dire qu'ils sont égaux entre eux dans leurs rapports mutuels avec les organes fédéraux du pouvoir d'État et ont une représentation égale (deux délégués chacun) au Conseil de la fédération (chambre haute du parlement russe).
Il existe plusieurs catégories de sujets caractérisées par un niveau d'autonomie plus ou moins important :
- 46 oblasts : il s'agit du type de sujet le plus répandu de la fédération. Chaque oblast constitue une entité politique à part entière dotée d'une assemblée régionale élue (douma régionale) et d'une législation locale. L'exécutif est dirigé par un gouverneur désigné directement par le président de la fédération de Russie ;
- 9 kraïs : ces sujets ont des caractéristiques identiques aux oblasts. Historiquement il s'agissait de sujets de très grande taille situés aux confins du pays dans des régions peu peuplées. Aujourd'hui la principale différence tient à la présence sur leur territoire de régions à statut spécial, reliquats de districts autonomes abolis;
- 3 villes d'importance fédérale : Moscou, Saint-Pétersbourg et Sébastopol (cette dernière n'est pas reconnue par les instances internationales comme faisant partie de la Russie). Ces trois villes disposent du même niveau d'autonomie que les oblasts ;
- 22 républiques : ces sujets sont peuplés par des non russes qui peuvent être majoritaires ou non (par exemple la république de Sakha est peuplée pratiquement à parts égales de iakoutes et de russes. Ils disposent d'une plus grande autonomie que les oblasts et les kraïs ;
- 4 districts autonomes ou okrougs autonomes : territoires d'une grande étendue à population généralement peu nombreuse qui peuvent faire partie des autres sujets (des oblasts) tout en restant sujets de la fédération de Russie. Seul le district autonome de Tchoukotka ne fait partie d'aucun autre sujet.
- 1 oblast autonome : Oblast autonome juif qui subsiste pour des raisons historiques ;

Les sujets de la fédération de Russie font partie de plusieurs entités administratives de plus grande taille répondant à différents objectifs (économiques, politiques, militaires) :
- Les districts fédéraux créés le 13 mai 2000[20] administrés par des représentants du pouvoir fédéral nommés par le président de la Fédération de Russie, dont le rôle est de veiller au respect du droit fédéral à l'intérieur des districts qu'ils contrôlent. Ils disposent également de pouvoirs militaire et de police. Ils reprennent, à leur création, presque exactement le découpage en districts militaires de la Fédération de Russie[21].
- les régions économiques sont un regroupement des sujets fédéraux utilisée unique à des fins  économiques et statistiques.

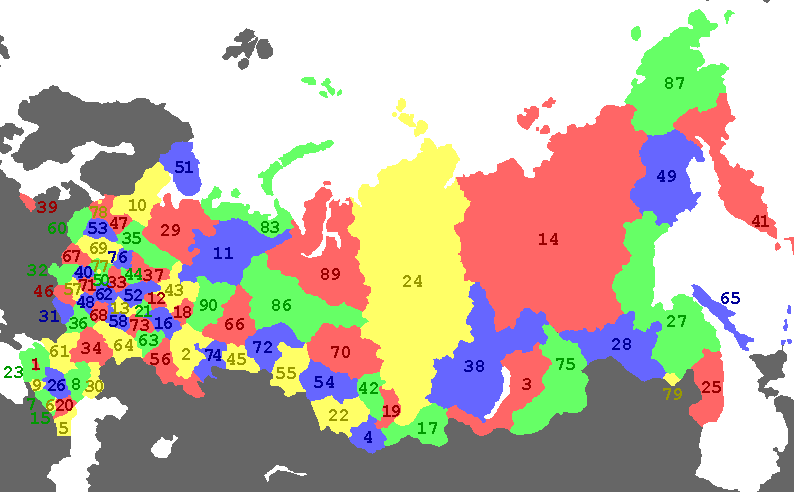
Carte des sujets de la fédération de Russie au 1er mars 2008. Les numéros indiqués sur la carte correspondent aux codes du standard russe GOST dans le tableau ci-dessous. La République de Crimée et de la ville fédérale de Sébastopol ne sont pas indiqués sur cette carte.

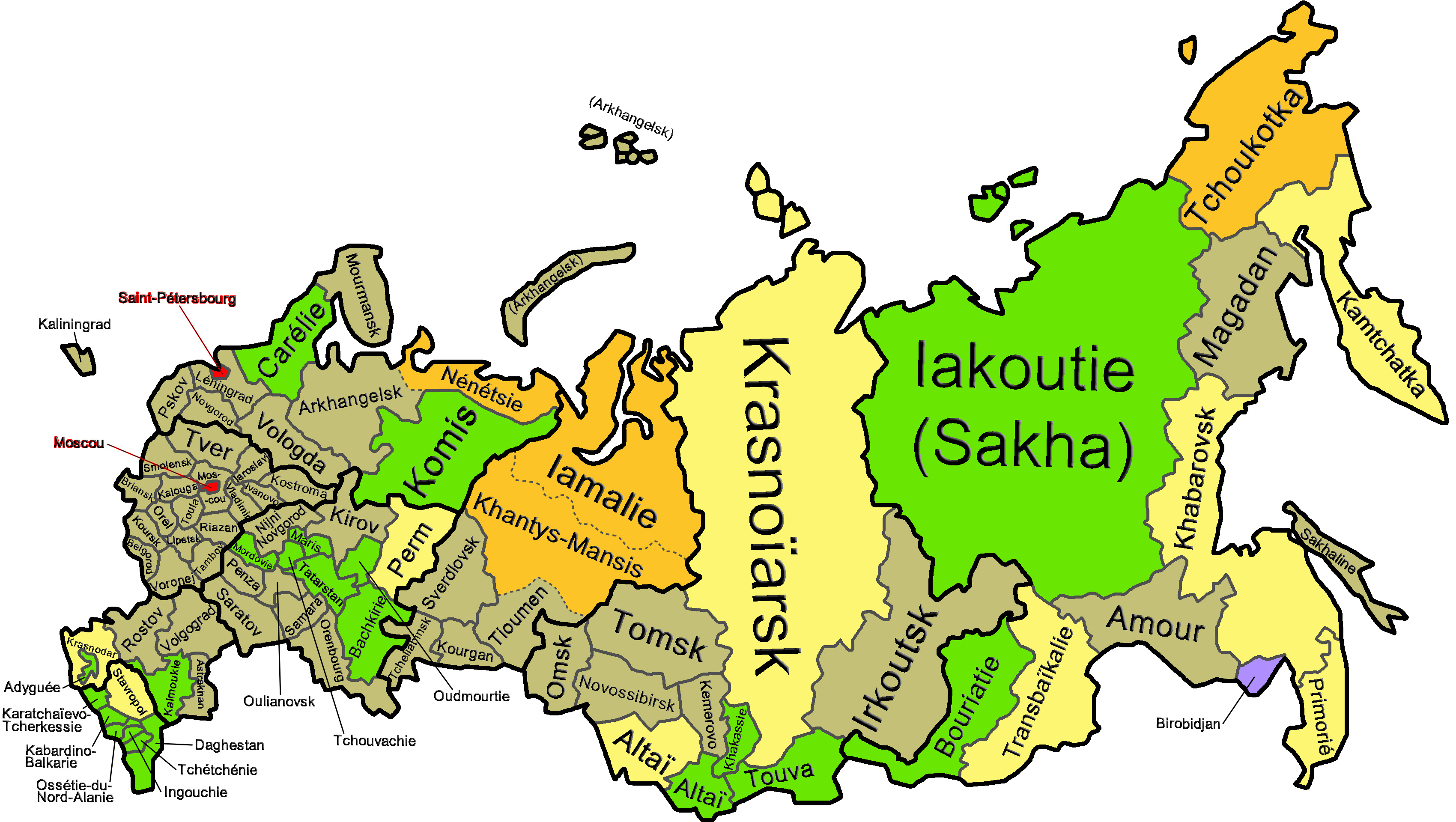
Les sujets de Russie en fonction de leur type :
22 républiques
9 kraïs
46 oblasts
3 villes d'importance fédérale
1 oblast autonome
4 districts autonomes

### Utilisation du sol
Compte tenu des contraintes climatiques et de l'étendue des zones montagneuses, seuls 7,7 % des terres russes sont cultivables. Les meilleures terres sont situées au sud de la forêt : ces terres noires sont rendues fertiles par les dépôts de lœss qui se sont accumulés pendant la dernière période glaciaire en marge des glaciers. Cependant, ces sols sont fragilisés par leur exploitation intensive au temps de l'URSS et par les vents desséchants qui soufflent dans cette région. Les récoltes permanentes incluent : thé et agrume dans le liseré pontique. Les pâturages permanents comptent 42 % (1993 est.) et les terres irriguées comptent 40 000 km2 (1993 est.).
Les contraintes et dangers naturels incluent le pergélisol sur presque toute la Sibérie, l'activité volcanique dans les Îles Kouriles ; volcans et séismes dans la péninsule du Kamtchatka et les inondations au printemps en Sibérie.

### Population
La population de la Russie s'élève à environ 146,88 millions d'habitants début 2018 en incluant la population de la Crimée dont l'annexion par la Russie n'est pas reconnue par les Nations unies,. La densité de population de 8 habitants par km² est l'une des plus faibles de la planète mais sa répartition est très inégale : les habitants habitent principalement en Russie européenne (densité 26,9) qui représente 25,3% du territoire et y concentre 79,3% de la population tandis que la partie asiatique qui rassemble 20,7% de la population a une densité de 2,5. Le taux d'urbanisation de 74 % est dans la moyenne des pays développés. La population présente une grande diversité ethnique avec plus d'une centaine de peuples, les Russes dominant avec une part de 80%.

#### Évolution de la population

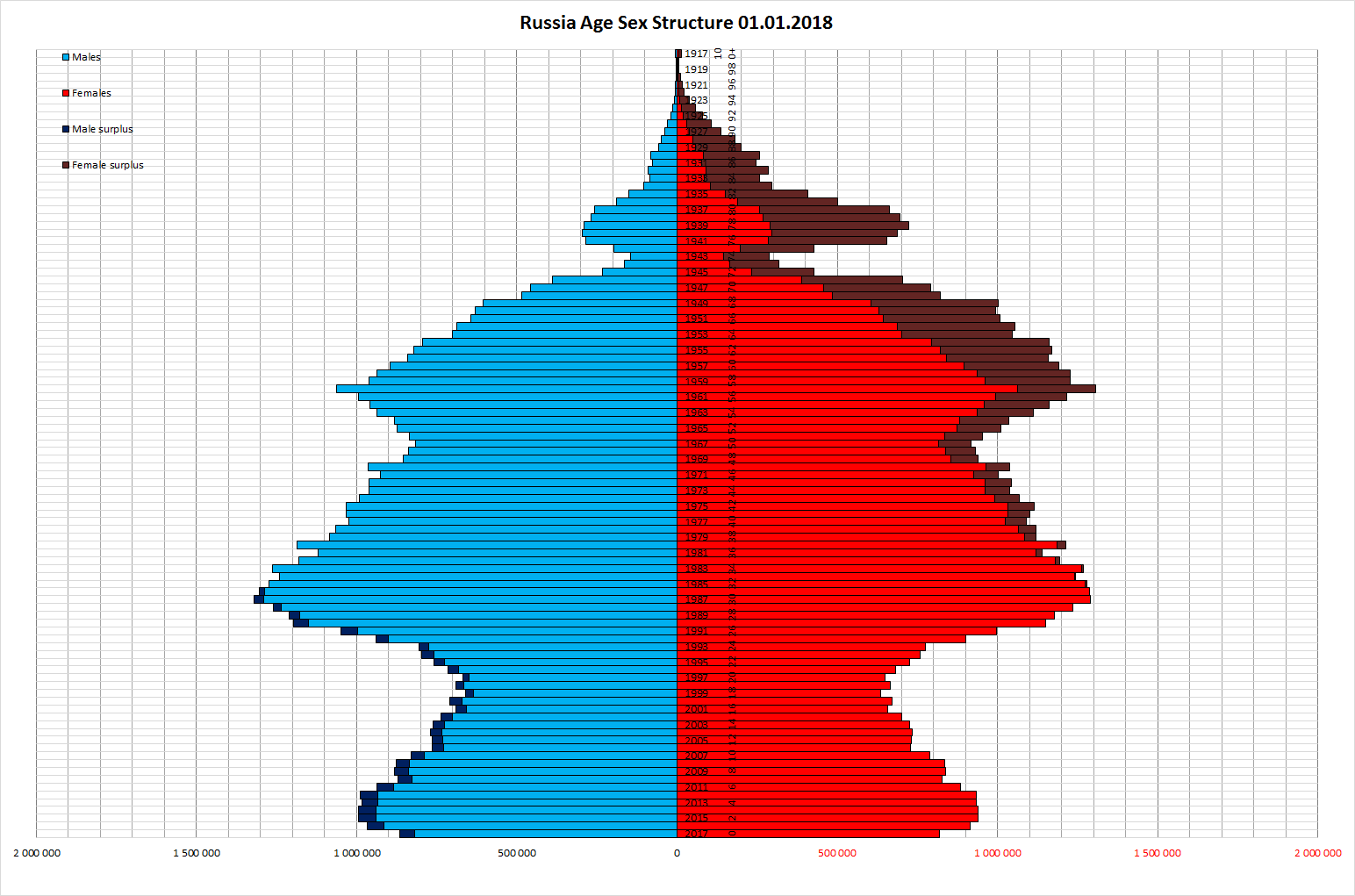
La pyramide des âges de la population russe au 1er janvier 2018 met en évidence l'effondrement de la natalité qui a suivi l'éclatement de l'Union soviétique.

Durant pratiquement tout le 20e siècle la Russie a connu une forte croissance démographique. La population a doublé entre 1897 et 1941 (65 à 111 millions sur le territoire actuel de la Russie) puis a encore augmenté de 50% jusqu'au début des années 1990. La population a atteint un sommet historique de 148 689 000 en 1991. Cette augmentation s'est produite malgré les événements particulièrement graves qu'a connu le pays : Première Guerre mondiale en 1914-1918 (4 millions morts), guerre civile et famines en 1919-1921 (8 millions de morts), collectivisation (1929) et famine de 1931-1933 (entre 6 et 8 millions de morts), déportations et purges staliniennes entre 1937 et 1953 (2 à 3 millions de morts), Seconde Guerre mondiale (27 millions morts dont 18 millions civils).
La dislocation de l'URSS en 1991 a entrainé une crise sociétale et économique qui a suivi a déclenché un déclin démographique par la combinaison d'une natalité divisée par 2 et d'une forte élévation de la mortalité masculine. Cette baisse démographique a ralenti depuis le milieu des années 2000 et entre 2009 et 2016 la population du pays a augmenté légèrement, notamment du fait d'un retour en Russie des Russes installés dans les états de l'ex Union soviétique et d'une hausse de la natalité, pour se stabiliser depuis 2017.
En 2013, la Russie connaît un accroissement naturel positif pour la première fois depuis 1992. Cependant, la faiblesse du nombre de naissances entre 1990 et 2005 entraînera une chute de la natalité (à cause du faible nombre de femmes en âge de procréer) dans les prochaines années, comme le montre la pyramide des âges en Russie, étroite à la base.

#### Composition ethnique et culturelle
La Russie présente une forte  diversité ethnique, avec environ 160 nationalités différentes sur son sol qui représentent, si on exclut les Russes, environ 20% de la population 2002. Les principales ethnies non russes sont concentrées dans le Caucase, sur le moyenne Volga et la frange orientale de l'Oural, en Sibérie orientale et dans le sud de la Sibérie centrale. Ukrainiens et Arméniens sont répartis dans toutes les régions. Les grandes villes constituent également un lieu concentrant de nombreux groupes ethniques.
| Groupe ethnique | Recensement 2010 | Recensement 2010 | Implantation                                                                                       | Famille linguistique     | Langue           | Religion principale                 |
| Groupe ethnique | Population       | %                | Implantation                                                                                       | Famille linguistique     | Langue           | Religion principale                 |
| --------------- | ---------------- | ---------------- | -------------------------------------------------------------------------------------------------- | ------------------------ | ---------------- | ----------------------------------- |
| Russes          | 111 016 896      | 80,9 %           | Toute la Russie                                                                                    | indo-européen            | Russe            | Christianisme orthodoxe             |
| Tatars          | 5 310 649        | 3,9 %            | Moyenne Volga: Tatarstan, Crimée, Sibérie, Moscou                                                  | Peuples turcs            | Tatar            | Islam sunnite                       |
| Ukrainiens      | 1 927 888        | 1,4 %            | Toute la Russie                                                                                    | indo-européen            | ukrainien, russe | Christianisme orthodoxe             |
| Bachkirs        | 1 584 554        | 1,15 %           | Moyenne Volga : Bachkirie                                                                          | Peuples turcs            | Bachkir          | Islam sunnite                       |
| Tchouvaches     | 1 435 872        | 1,05 %           | Moyenne Volga : Tchouvachie                                                                        | Peuples turcs            | Tchouvache       | Christianisme orthodoxe             |
| Tchétchènes     | 1 431 360        | 1,04 %           | Caucase : Tchétchénie                                                                              | Langues caucasiennes     | Tchétchène       | Islam sunnite                       |
| Arméniens       | 1 184 435        | 0,86 %           | Russie européenne méridionale : Kraï de Krasnodar, Kraï de Stavropol, Moscou et son oblast         | indo-européen            | Arménien         | Christianisme                       |
| Avars           | 912 090          | 0,66 %           | Caucase : Daghestan                                                                                | Langues caucasiennes     | Avar             | Islam sunnite                       |
| Biélorusses     | 807 970          | 0,56 %           | Régions limitrophes de la Biélorussie                                                              | Langues indo-européennes | Russe            | Christianisme orthodoxe             |
| Mordves         | 744 237          | 0,54 %           | Volga : Mordovie, Oblasts de Samara, de Penza, de Penza, de Penza...                               | Langues finno-ougriennes | Langues mordves  | Christianisme orthodoxe             |
| Kazakhs         | 647 732          | 0,47 %           | Basse Volga : Oblasts d'Astrakhan et de Saratov Oural: Oblast d'Orenbourg, Sibérie : Oblast d'Omsk | Peuples turcs            | Kazakh           | Islam sunnite                       |
| Oudmourtes      | 636 906          | 0,44 %           | Moyenne Volga: Oudmourtie                                                                          | finno-ougriens           | Oudmourte        | Christianisme orthodoxe             |
| Azéris          | 621 840          | 0,43 %           | Caucase : Daghestan, Moscou....                                                                    | Peuples turcs            | Azéri            | Islam sunnite                       |
| Maris           | 604 298          | 0,42 %           | Moyenne Volga : république des Maris                                                               | finno-ougriens           | Mari             | Christianisme orthodoxe             |
| Allemands       | 597 212          | 0,41 %           | Sibérie : Oblast de Novossibirsk, Kraï de l'Altaï                                                  | Langues indo-européennes | Allemand         | Christianisme                       |
| Ossètes         | 597 212          | 0,41 %           | Caucase : Ossétie du Nord-Alanie ⋅                                                                 | Langues indo-européennes | Ossète           | Christianisme orthodoxe             |
| Kabardes        | 519 558          | 0,36 %           | Caucase : Kabardino-Balkarie                                                                       | Langues caucasiennes     | Kabarde          | Islam sunnite                       |
| Dargins         | 510 156          | 0,35 %           | Caucase : Daghestan                                                                                | Langues caucasiennes     | Dargwa           | Islam sunnite                       |
| Bouriates       | 445 175          | 0,31 %           | Sibérie : Bouriatie                                                                                | Mongols                  | Bouriate         | Bouddhisme tibétain                 |
| Iakoutes        | 443 852          | 0,31 %           | Sibérie : république de Sakha                                                                      | Peuples turcs            | Iakoute          | Christianisme orthodoxe, chamanisme |
| Koumyks         | 422 409          | 0,29%            | Caucase : Daghestan                                                                                | Peuples turcs            | koumyk           | Islam sunnite                       |
| Komis           | 418 641          | 0,29 %           | Oural : république des Komis                                                                       | finno-ougriens           | Komi             | Christianisme orthodoxe, chamanisme |
| Ingouches       | 413 016          | 0,28 %           | Caucase : Ingouchie                                                                                | Langues caucasiennes     | Ingouche         | Islam sunnite                       |
| Lezghiens       | 411 535          | 0,28 %           | Caucase : Daghestan                                                                                | Langues caucasiennes     | Lezghien         | Islam sunnite                       |

#### Population urbaine et agglomérations
| Taille            | Nbre villes | Millions habitants | Pourcentage du total |
| ----------------- | ----------- | ------------------ | -------------------- |
| > 1 million       | 11          | 25,6               | 24,6%                |
| 0,5 à 1 million   | 23          | 14,9               | 14,3%                |
| 0,1 à 0,5 million | 134         | 28                 | 26,9%                |
| villes < 100000   | 927         | 27,3               | 26,2%                |
| Bourgs            | 11          | 25,6               | 24,6                 |
| Total             | 2 454       | 104,1              | 100%                 |

La population urbaine n'est devenue majoritaire qu'au milieu des années 1950. Près de 50% des villes russes ont été créées après 1917 (670 sur 1100 en excluant les bourgs). Ces derniers sont les ensembles urbains de la plus petite taille selon les critères définis à l'époque soviétique. Il s'agit d'agglomérations de 3 000 à 12 000 habitants qui regroupent une majorité d'actifs non agricoles. Elles étaient 1 359 en 2006 contre 2 193 en 1989. Les responsables soviétiques ont systématiquement accordé des privilèges aux très grandes villes (plus d'un million d'habitants) en finançant infrastructures (équipements universitaires et culturels, transports, logements) et en les choisissant pour les investissements créateurs d'emplois. Cette stratégie a été appliquée avec d'autant plus d'efficacité que tous les investissements étaient définis de manière centralisée dans les ministères. Elle a entrainé d'importants déséquilibres dans le réseau urbain qui persistent dans les années 2000. Les 11 villes millionnaires en 2006 (il y a en a quatre de plus en 2017) regroupent un quart de la population urbaine (25,6 millions sur 104,1 millions habitants). Toutes ces villes sauf Rostov-sur-le-Don et Saint-Pétersbourg sont alignées sur un axe de peuplement qui longe le parcours du transsibérien et qui va de Moscou à la Sibérie centrale en passant par la moyenne Volga et le sud de l'Oural. L'architecture de ces villes présente en dehors de quelques rues centrales d'origine ancienne des similarités très fortes héritées de l'ère soviétique qui les dépouillent de toute personnalité : organisation fonctionnelle privilégiant l'accessibilité, habitat prenant quasi systématiquement la forme de grands ensembles d'immeubles collectifs à l'architecture uniforme même lorsque des populations plus favorisées les occupent, larges avenues. Bien que dominant par leur taille les régions dans lesquelles elles sont situées, elles de ne disposent pas des outils leur conférant un rôle réel de métropole régionale.
| Ville             | Nom russe       | Sujet fédéral                       | Population   | Commentaire |
| ----------------- | --------------- | ----------------------------------- | ------------ | ----------- |
| Moscou            | Москва          | Ville fédérale de Moscou            | +12 108 257, |             |
| Saint-Pétersbourg | Санкт-Петербург | Ville fédérale de Saint-Pétersbourg | +5 131 942,  |             |
| Novossibirsk      | Новосибирск     | Oblast de Novossibirsk              | +1 547 910,  |             |
| Iekaterinbourg    | Екатеринбург    | Oblast de Sverdlovsk                | +1 412 346,  |             |
| Nijni Novgorod    | Нижний Новгород | Oblast de Nijni Novgorod            | +1 263 873,  |             |
| Kazan             | Казань          | République du Tatarstan             | +1 190 850,  |             |
| Samara            | Самара          | Oblast de Samara                    | +1 172 348,  |             |
| Tcheliabinsk      | Челябинск       | Oblast de Tcheliabinsk              | +1 169 432,  |             |
| Omsk              | Омск            | Oblast d'Omsk                       | +1 166 092,  |             |
| Rostov-sur-le-Don | Ростов-на-Дону  | Oblast de Rostov                    | +1 109 835,  |             |
| Oufa              | Уфа             | République de Bachkirie             | +1 096 702,  |             |
| Krasnoïarsk       | Красноярск      | Kraï de Krasnoïarsk                 | +1 035 528,  |             |
| Perm              | Пермь           | Kraï de Perm                        | +1 026 477,  |             |
| Volgograd         | Волгоград       | Oblast de Volgograd                 | +1 017 985,  |             |
| Voronej           | Воронеж         | Oblast de Voronej                   | +1 014 610,  |             |

Les villes de taille moyenne, entre 100 000 et 500 000 habitants, présentent des caractéristiques très différentes. Les barres d'immeubles résidentiels sont toujours présentes mais il existe également, en particulier dans le sud de la Russie, des quartiers constitués uniquement de petites maisons basses comprenant une cour ou un jardinet. Sorti des domaines scolaires et médical, les services - culture, commerce, banque/assurance - sont très limités. Ces villes sont pourtant souvent, en titre, des capitales régionales (Kalouga, Kostroma, Pskov, Vladimir...) mais elles ne sont en fait que de gros centres industriels. Cette absence d'équipements combinée avec les grandes distances qui caractérisent le pays et un réseau routier qui peine à combler des insuffisances héritées de l'ère soviétique, constituent un handicap grave pour la Russie.
La crise économique et démographique qui a frappé la Russie au tournant du siècle a particulièrement touché les petites villes c'est-à-dire les 927 agglomérations de moins de 100 000 habitants (selon la classification russe). Plusieurs centaines d'entre elles sont des cités anciennes fondées souvent au Moyen Âge en Russie européenne. Centres ruraux actifs jusqu'en 1917, elles ont été particulièrement frappées par la collectivisation de l'économie qui s'est étendue jusqu'aux campagnes et elles ont été par la suite délaissées par le régime soviétique qui privilégiait les centres urbains de grande taille. Leur patrimoine architectural a été souvent mis à mal par les campagnes anti-religieuses ou les quelques installations industrielles construites durant l'ère soviétique. Au moment de l'éclatement de l'Union soviétique, ces villes disposaient d'un niveau de services rudimentaire et d'un réseau de transport particulièrement embryonnaire avec souvent une seule artère goudronnée. L'effondrement de l'industrie russe a particulièrement touché les petites villes dites à profil unique caractérisées, selon la classification russe, par l'existence d'une entreprise employant plus de 50% des actifs. Ces entreprises se sont souvent effondrées sans solution de remplacement. Facteur aggravant elles géraient la plupart du temps l'ensemble des services sociaux (logement, etc.). Parmi ces petites villes figurent les villes fermées  comme Seversk, Jeleznogorsk. Ces villes (45 en 2004 abritant 1,4 million d'habitants en 2002) dont l'existence était maintenue secrète par le régime soviétique (elles ne figuraient pas sur les cartes) ont été construites à proximité de grandes agglomérations pour y abriter des activités industrielles liées au domaine nucléaire ou militaire. Le secret sur leur existence a été levé dans les années 1980 mais leur accès est toujours soumis à des restrictions. Par contre leurs habitants ont souvent perdu les avantages dont ils disposaient car la crise a également frappé le complexe militaro-industriel.

## Principales régions

### Moscou et les régions centrales

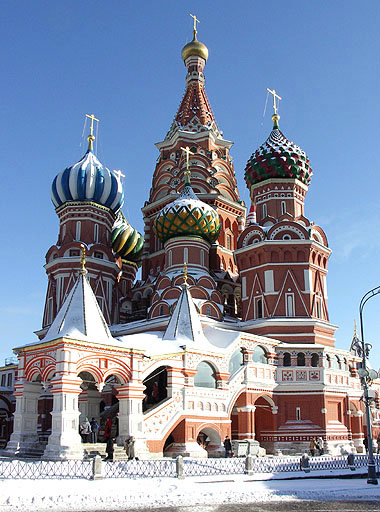
La cathédrale Saint-Basile, à Moscou.

Le régime soviétique a laissé une société industrielle fortement urbanisée. dominée par Moscou dans la région. Celle-ci est relativement plus riche que le reste de la Fédération de Russie, cette région abrite près des deux-tiers de sa population.
L'industrie manufacturière est pour l'essentiel concentrée autour de Moscou et dans la région de la Volga. L'industrie légère et l'industrie mécanique font appel à la main-d'œuvre spécialisée de Moscou et de Nijni Novgorod. La plupart des grandes usines chimiques de la Russie sont installées le long de la Volga, et l'une des plus grandes usines d'automobiles du monde s'est ouverte à Togliatti. L'industrie utilise le pétrole, le gaz et l'énergie hydro-électrique du bassin de la Volga et les minerais de l'Oural et de Koursk. Cependant, le contrôle des ressources naturelles n'est pas l'unique préoccupation de Moscou. La gestion de l'acheminement de l'or noir depuis la mer Caspienne jusqu'aux portes de la mer Méditerranée est d'une importance capitale pour la Russie. En effet, certains oléoducs passent par le territoire russe (notamment dans le Caucase) où la stabilité politique est menacée par l'ingérence américaine et par l'irruption de groupuscules terroristes dans les républiques de Tchétchénie, d'Ingouchie et du Daghestan.

### Entre Baltique et Mer Blanche

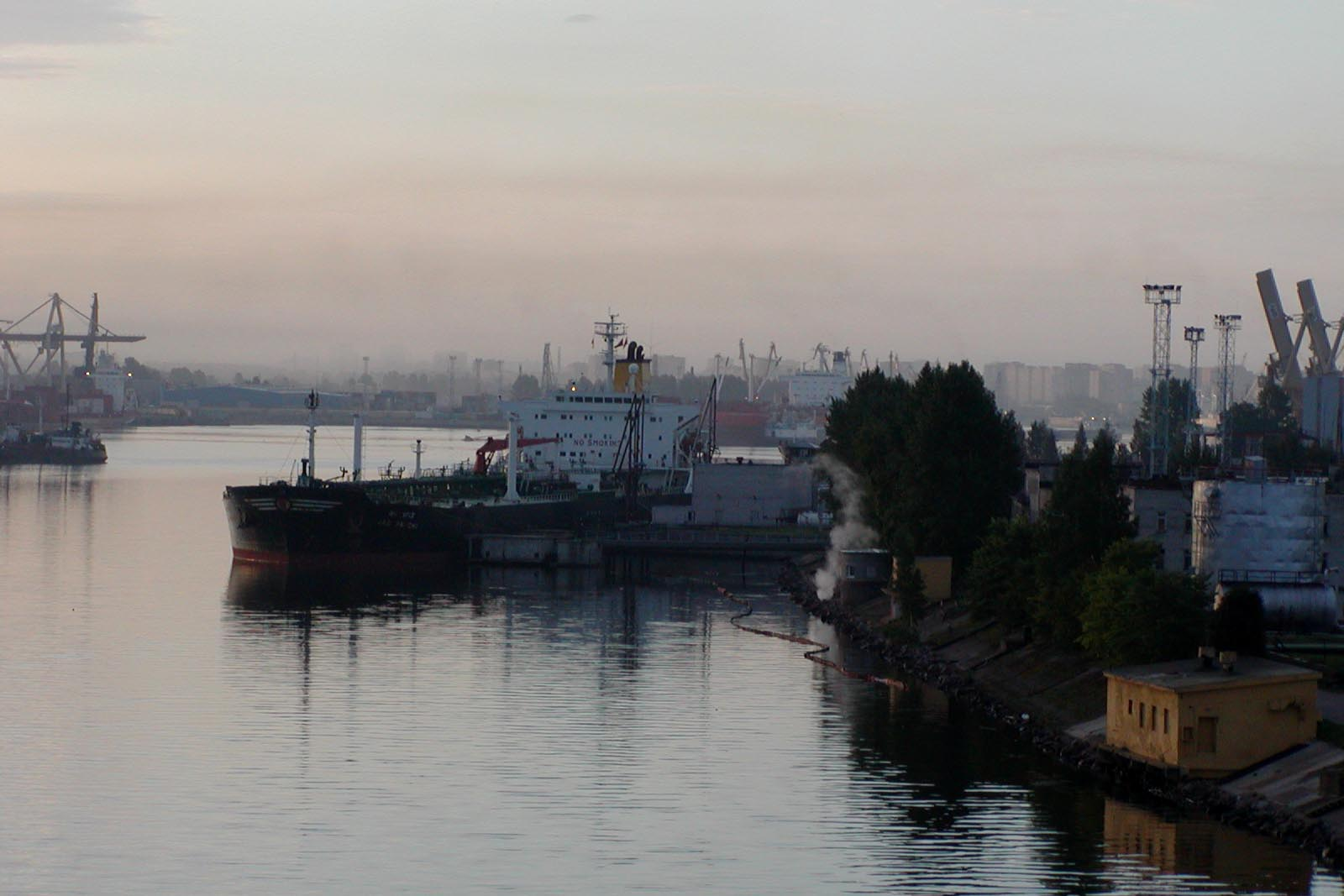
Le port de Saint-Pétersbourg (2003).

Grâce à sa nombreuse main-d'œuvre spécialisée, Saint-Pétersbourg est devenu un important centre industriel. La ville est aussi un des principaux nœuds de communications du pays. C'est le centre du réseau routier et ferroviaire régional et il dispose d'un port maritime vital pour la Russie (le delta de la Neva, au fond du golfe de Finlande, offre une ouverture maritime à la Russie sur la mer Baltique). Saint-Pétersbourg compte donc de nombreuses entreprises rattachées à pratiquement toutes les branches d'activité dont la construction navale. Tous les brise-glaces atomiques et la majorité des sous-marins sont construits à Saint-Pétersbourg. Saint-Pétersbourg était le port principal de la flotte de l'Union soviétique et une grande partie des navires de combat et des sous-marins se trouvent encore aujourd'hui dans le port militaire de la ville.
Le régime soviétique a négligé politiquement et économiquement, cette partie de la Russie (excepté Saint-Pétersbourg), d'où les problèmes actuels d'une industrie obsolète et d'infrastructures insuffisantes. Mais, bordant la Finlande, la Norvège, la Baltique et le passage Nord vers l'Atlantique, la région occupe une situation commerciale stratégique, et son commerce extérieur est un atout primordial pour l'économie russe.
Les ports de Saint-Pétersbourg, Mourmansk et Arkhangelsk desservent une économie fondée sur l'exploitation des ressources locales (nickel, minerai de fer, apatite - pour la presqu'île de Kola -, combustibles fossiles - pour le bassin de la Petchora). Dans la région d'Arkhangelsk, riche en bois, l'industrie du papier est très importante. Le chemin de fer est le moyen de transport principal entre les centres industriels isolés et les ports. En été, un complexe réseau de canaux entre les différents cours d'eau sert au transport de marchandises.

### Sibérie

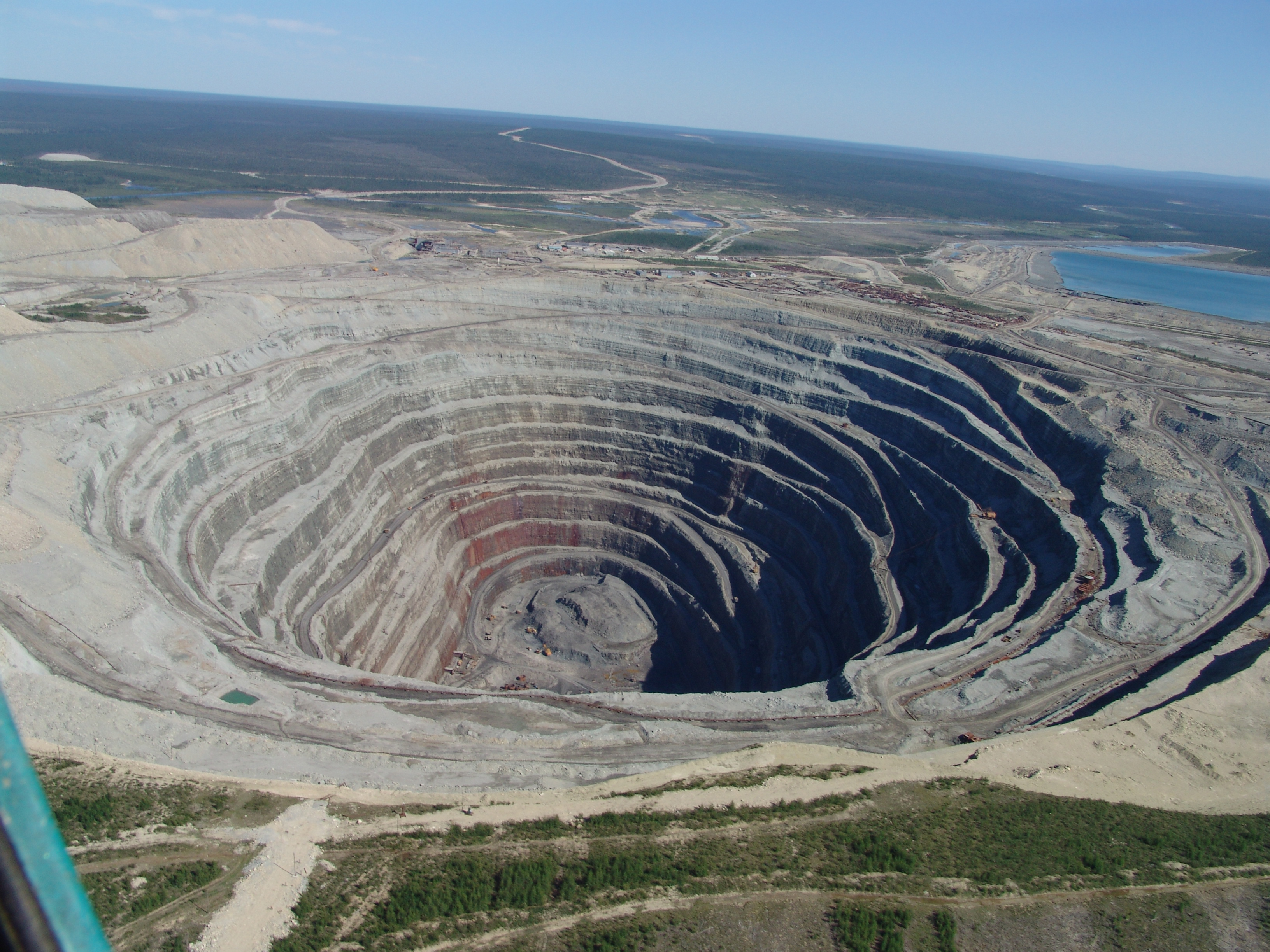
Mine de diamant d'Oudatchnaïa (Yakoutie).

La Sibérie est riche en matières premières : combustibles fossiles, minerais et métaux précieux. Mais les gisements sont parfois très éloignés des régions habitées. À partir des années 1930, l'URSS a résolu ce problème en créant de l'industrie lourde à l'Est de l'Oural. Les industries légères étant plutôt concentrées dans les zones urbaines.
D'un point de vue géostratégique, la Sibérie se définit donc comme le réservoir gazier, pétrolier, aurifère et diamantifère central de la Russie. En effet, la majorité du potentiel de production russe de ces matières premières est concentrée dans cette région. Par exemple, environ 90 % de la production de gaz naturel provient de la région de Tioumen et, en particulier, du district autonome des Yamalo-Nenets, dans le Grand Nord, où sont situés les gisements géants d'Ourengoï (10 000 milliards de mètres cubes) et de Iambourg (5 000 milliards de mètres cubes). Dans cette même région, les gisements de la presqu'île de Yamal offrent des réserves en gaz excédant 10 000 milliards de mètres cubes. D'autres zones de production plus modestes sont implantées dans la république des Komis et en Yakoutie. La dernière recèle d'importants gisements de diamants, parmi les plus importants au monde.
Le développement des relations commerciales avec l'Asie a surchargé le réseau ferroviaire et routier de Sibérie. De plus en plus de transports se font par voie fluviale, en particulier sur l'Amour.

## Le territoire russe depuis 1991

### Revendications territoriales

#### Dans l'océan Glacial Arctique
En 2001, la Russie avait déposé aux Nations unies une demande de fixation des limites extérieures de son plateau continental en Arctique (Plateau Lomonossov), ainsi que dans les mers de Béring et d'Okhotsk. Ce faisant, elle a affirmé ses revendications sur le plateau continental étendu, riche en hydrocarbures. La commission onusienne a conclu que les données fournies par Moscou ne suffisaient pas pour considérer les zones de l'océan Arctique indiquées comme faisant partie du plateau continental russe, et a recommandé une étude complémentaire. En juillet 2007, une expédition polaire russe avait effectué une plongée inédite (à - 4 200 m) et spectaculaire dans les profondeurs de l'océan Arctique afin de récolter des preuves supplémentaires permettant d'appuyer les revendications russes. Un drapeau russe en titane y a également été symboliquement planté.

#### Autres frontières contestées
Depuis la dissolution de l'URSS en 1991 et surtout depuis juillet 2009, le Japon réclame les quatre îles Kouriles les plus au sud de l'archipel (les îles de Kounachir, Itouroup, Chikotan et l'archipel des îles Habomai soit un tiers de la surface totale). Le gouvernement nippon considère que ces quatre îles sont des extensions de Hokkaidō, et les appelle Territoires du Nord.
Pour la Russie, ces îles offrent un intérêt stratégique évident. En effet, tant que le Japon les possédait, les bateaux russes basés dans le port de Vladivostok n'avaient pas librement accès au Pacifique, d'autant plus qu'en hiver la mer d'Okhotsk est gelée, la navigation y est donc très difficile, sauf dans le sud de l'archipel où le climat est plus doux. L'annexion des Kouriles après la Seconde Guerre mondiale a ainsi permis de renforcer la position géostratégique de l'URSS sur l'océan Pacifique. L'autre enjeu majeur est l'attribution des zones de pêche environnantes qui sont très poissonneuses. C'est pourquoi le gouvernement russe ne veut pas céder à cette revendication et a déclaré en réaction : « Nous considérons l'adoption de cette revendication territoriale infondée vis-à-vis de la Russie comme inappropriée et inacceptable ».

### Oblast de Kaliningrad: enclave russe dans l'Union européenne

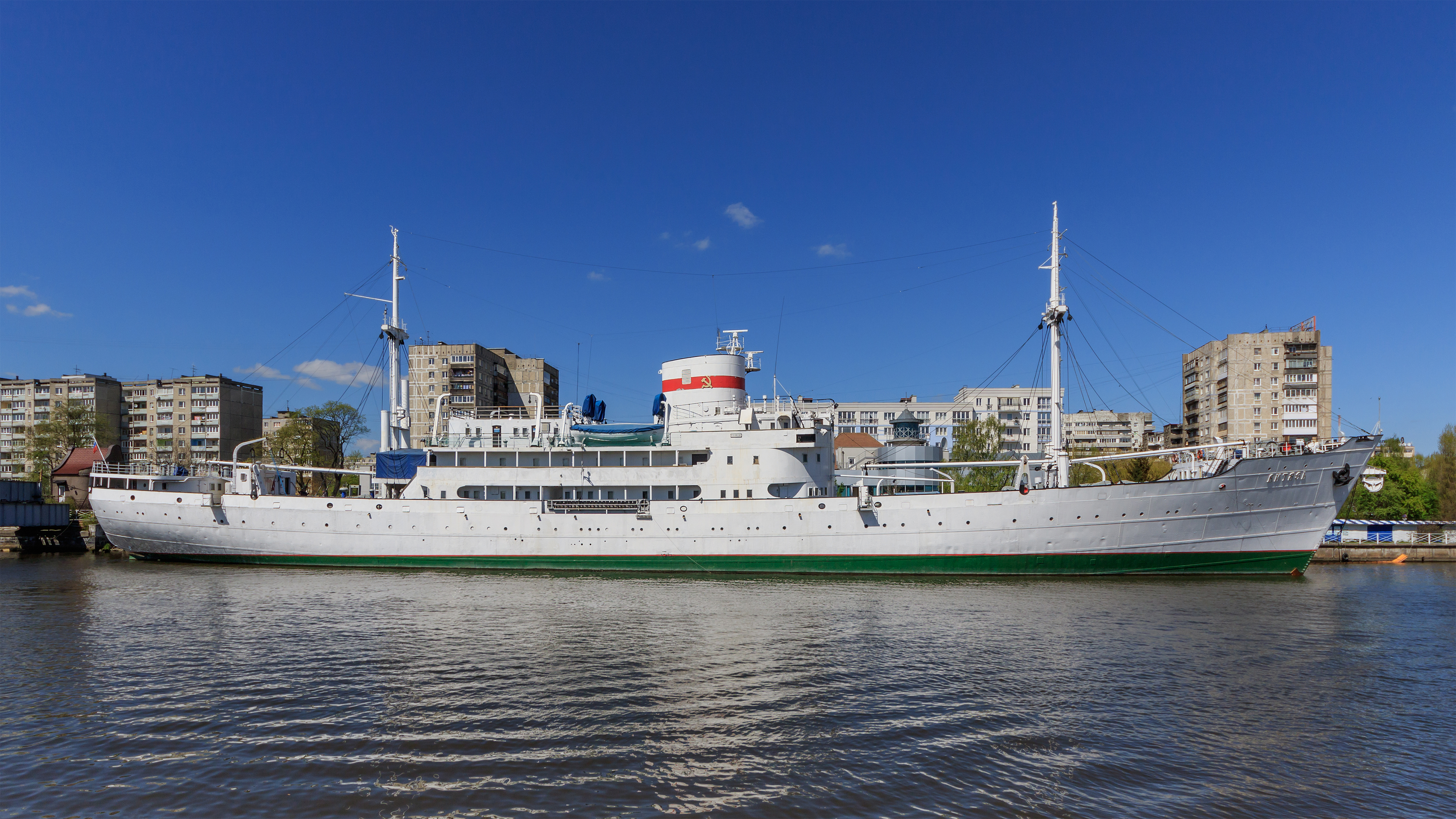
Bateau Vitiaz dans le musée océanographique de Kaliningrad.

À la suite de l'adhésion de la Pologne et de la Lituanie à l'Union européenne (UE), l'enclave de Kaliningrad, russe depuis la défaite allemande en 1945 et peuplée par 90 % de Russes, est au cœur de négociations diplomatiques entre la Russie et l'Union européenne. En effet, en vertu des accords de Schengen, les frontières de l'enclave deviennent en juillet 2003 des frontières extérieures de l'Union européenne, rendant donc difficiles les liaisons terrestres avec le reste de la Russie.
Les deux parties en présence ont intérêt à trouver un accord :
- les autorités russes ont refusé de voir une partie de leur territoire isolé de la Russie, surtout que Kaliningrad est victime de difficultés économiques à cause de son isolement à la suite de la chute de l'URSS ;
- la Pologne et la Lituanie ne souhaitent pas voir une enclave russe se développer sur la frontière qu'elles doivent surveiller.

Un accord est conclu en avril 2004 entre la Russie et l'UE, exemptant de taxes douanières les transits traversant le territoire lituanien.

### Revendications russes en Arctique

La limite de la région arctique.

En 2001, la Russie avait déposé devant l'ONU une demande de fixation des limites extérieures de son plateau continental en Arctique (les dorsales Lomonossov et Mendeleïev), ainsi que dans les mers de Béring et d'Okhotsk (d'une superficie de 1,2 million de kilomètres carrés au total). Ce faisant, elle a affirmé ses revendications, contestées par ses voisins, notamment par le Canada, sur le plateau continental étendu riche en hydrocarbures et dont les réserves sont estimées à 10 milliards de tonnes. La commission onusienne des limites du plateau continental qui regroupe des représentants de 21 États dont la Russie et qui est chargée de définir les limites du plateau continental conformément à la Convention des Nations unies sur le droit de la mer de 1982, a conclu que les données fournies par Moscou ne suffisaient pas pour considérer les zones de l'océan Arctique indiquées comme faisant partie du plateau continental russe, et a recommandé une étude complémentaire. En juillet 2007, une expédition polaire russe a effectué une plongée inédite (à - 4 200 m) et spectaculaire dans les profondeurs de l'océan Arctique afin de collecter des preuves supplémentaires permettant d'appuyer les revendications russes. Un drapeau russe en titane y a également été symboliquement planté.
La flambée du prix du baril de pétrole a favorisé une course aux réserves jusqu'alors non rentables. Une estimation récente a montré que l'Arctique pourrait receler près du quart des réserves d'hydrocarbures restant à découvrir dans le monde. Les nouvelles technologies, le recul de la banquise en raison du réchauffement climatique et la proximité géographique rendent ces nouveaux filons attirants pour la Russie. D'un point de vue économique, une diminution des glaces polaires ouvrirait de nouvelles routes commerciales pour les navires dans l'Arctique, en rendant par ce fait le pétrole plus facile à extraire. À part la Russie, la zone de l'Arctique est également convoitée par le Canada, les États-Unis, le Danemark et la Norvège. La Russie affirme cependant qu'elle ne revendique qu'une partie de la dorsale Lomonossov, son prolongement au-delà du pôle Nord appartenant probablement au Canada ou au Danemark (via le Groenland).